# El Último de la Fila
El Último de la Fila va ser un grup de pop-rock espanyol format per Manolo García i Quimi Portet a Barcelona l'any 1985.

## Precedents
Abans de la formació del grup, els seus dos components van seguir camins paral·lels a diferents agrupacions musicals. Per la seva banda Manolo García (Poblenou, Barcelona, 1955) començà musicalment com a bateria de grups de ball, actuant a bars i festes locals amb conjunts com Materia Gris. Poc després, unit a altres músics com Antonio Fidel o Esteban Martín comença a crear un repertori propi, formant-se així a Los Rápidos, grup que sols edità un LP amb la discogràfica EMI, Rápidos, el 1981, disc de pop-rock convencional dels vuitanta. A pesar de les bones crítiques, el disc no va tenir prou vendes i la discogràfica no els va publicar un segon àlbum, del qual ja en tenien la maqueta. Quimi Portet (Vic, 1957), per la seva part, va treballar a diverses agrupacions musicals fins que va formar Kul de Mandril, grup català que només va enregistrar unes maquetes en directe a principis dels anys 1980 i un senzill: Jamón de mono.
Manolo i Quimi es coneixen al festival Rock de Lluna, el juny de 1981, esdeveniment on tant Los rápidos com Kul de mandril eren dos dels grups convidats. Com que Manolo García estava buscant un nou guitarrista per al seu grup, van decidir incorporar-hi Quimi Portet. Durant un temps actuaren a Catalunya, però el grup no trigaria a dissoldre's davant la poca perspectiva d'èxit.
Componen noves cançons i decideixen canviar el nom de la formació per Los Burros i van fer un LP amb la discogràfica Belter, anomenat Rebuznos de amor, amb temes compostos gairebé en exclusiva per Manolo i Quimi, alguns dels quals eren rescatats de les maquetes que no es van publicar de Los Rápidos. Tot i no tenir èxit comercial, sí que van deixar algunes cançons posteriorment reconegudes i recordades com Huesos, Portugal o Disneylandia, amb un toc molt més original i arriscat que a Los Rápidos, gràcies a la influència del caràcter surrealista de Portet. Malgrat tot, Belter s'enfonsà i el grup es va buscar la vida amb un nou i definitiu canvi de nom: El Último de la Fila.

## Història
Manolo García i Quimi Portet el 1985 decideixen fundar El Último de la Fila amb la petita discogràfica PDI. El nom prové d'un estrofa d'una cançó de Dio. Guanyen el concurs de maquetes de la revista Rock Spezial tocant només temes: Cuando la pobreza entra por la puerta, el amor salta por la ventana i A cualquiera puede sucederle, cosa que els suposava un precontracte amb la discogràfica multinacional Virgin, que posteriorment van rebutjar per complir la seva paraula amb PDI.
El 1985 publiquen el seu primer LP: Cuando la pobreza entra por la puerta, el amor salta por la ventana que inclou les dues cançons presentades al festival en què es van alçar amb la victòria. Aquest disc va significar un canvi al concepte musical que feien fins llavors, donant-li al seu rock uns tocs del sud, àrabs i flamencs fins llavors només apreciables en la veu de Manolo, deixant clares les influències de grups de rock andalús, com Triana o Medina Azahara. Les lletres esdevenen més poètiques, barrejant la lírica amb els temes socials i el surrealisme. Destaquen peces roqueres com Dulces sueños i altres de més intimistes com l'antibèl·lica Querida Milagros. Amb aquest disc van aconseguir el premi de grup revelació atorgat pel programa Diario Pop de Radio 3.
A l'any següent van treure a la venda el seu segon àlbum: Enemigos de lo ajeno; una col·lecció de cançons que pretén un camí continuista amb el seu anterior LP, amb cançons que s'han convertit en unes de les més importants del rock espanyol com Aviones plateados i Insurrección, cançó que va ser nomenada la millor de l'any a Espanya per la revista musical especialitzada Rock de Lux, publicació que també els va nomenar el "Grup de l'any en directe" i al seu disc, "Disco de l'any". Donat el seu triomf i la seva ascensió en vendes, van començar a deixar-se veure en directe cada cop més sovint, oferint uns directes impecables i enèrgics que van augmentar el nombre de seguidors, que ja es comptaven per centenars de milers.
Després dels seus dos primers discos van decidir donar-li un rentat de cara als seus millors temes en un nou estudi a Londres, ja que el so aconseguit en els rudimentaris estudis de PDI era molt millorable. D'aquesta manera va sortir el seu LP Nuevas mezclas, en què van regravar cançons amb un toc diferent, i fins i tot de vegades canviant completament la música com en el cas de Son cuatro días«Són quatre dies» i modificant part de la lletra com a El loco de la calle. També es va incloure ¿Quién eres tú?, cançó que només es podia sentir com a cara B d'un dels seus senzills. La música va guanyar en claredat encara que va perdre en artesania. Es va convertir en el seu disc més venut fins al moment, multiplicant gairebé per 6 les vendes del seu anterior àlbum.
Paral·lelament a aquest projecte, Quimi Portet va posar el seu gra de sorra el 1987 en l'eclosió del rock català i enregistrà el seu primer disc en solitari, Persones estranyes, compost per ell mateix i produït pels dos membres d'El Último de la Fila. Posteriorment, el 1997 va treure Hoquei sobre pedres.
També, el 1987, Grabaciones Accidentales SA (GASA) es va fer amb els drets dels Burros i van decidir reeditar Rebuznos de amor i publicar un nou mini-LP anomenat Jamón de burro, que contenia 6 cançons molt diverses, des d una nova versió de Huesos fins a una de Jamón de mono, una cançó de Kul de Mandril, passant per composicions descartades d'aquells anys i alguna cançó nova. GASA també va editar una versió d'aquest miniLP incloent Rebuznos de amor, tot en un sol disc.
PDI sabia que la repercussió del grup era massa per als seus escassos recursos, així que va decidir deixar-los camp lliure perquè gravessin on els semblés. D'aquesta manera, el 1988 el grup es va desplaçar a França per gravar Como la cabeza al sombrero, un disc de caràcter més intimista, molt acústic i més comercial, el que potser en primera instància decebés els seus seguidors, però que en poc temps es va guanyar el títol d'obra mestra i és, per a molts dels seus seguidors, el millor disc. Cançons com Sara, Llanto de pasión o Ya no danzo al son de los tambores van sonar per totes les emissores d'Espanya, convertint el disc en un supervendes. El grup va començar a acostumar-se a penjar el cartell d'exhaurit a tots els concerts de la seva gira.
Un dels moments cims del grup va ser en aquest mateix any de 1988, quan van ser convidats a participar al concert Human Rights Now! (Concert Pro Drets Humans), en compartir cartell amb artistes del calibre de Bruce Springsteen, Tracy Chapman, Sting, Peter Gabriel i Youssou N'Dour.
La fama del grup va créixer exponencialment, i ja sonaven a Hispanoamèrica i alguns països europeus. Les gires del grup van començar a ser extremadament llargues, estenent-les més i més, a causa de la demanda. D'aquesta manera, el 1989 s'edita Como la cabeza al sombrero a diversos països d'Europa mentre que el grup es trasllada a Amèrica per començar una altra gira per països hispans i els Estats Units.
PDI ja no pot mantenir un grup de la repercussió de L'Últim de la Fila, així la banda decideix deixar PDI per anar-se'n a una discogràfica més gran, la multinacional EMI, que els va permetre tenir un segell discogràfic propi: Perro Records. Manolo i Quimi van mantenir la notícia en secret fins a la sortida del seu disc següent, per no desvirtuar l'atenció de l'estrictament musical.
L'estrena del seu nou segell el 1990 va venir acompanyat del llançament del seu següent disc Nuevo pequeño catálogo de seres y estares, sent el disc més estrany i experimental del grup, però no per això van obtenir un èxit menor, al contrari, les vendes del disc, lluny d'estancar-se, van seguir pujant, mantenint-se diverses setmanes consecutives com a número u de la llista AFYVE. En aquest disc donen un protagonisme més gran als teclats i els sons de fons i atmosfèrics, amb èxits com Cuando el mar te tenga, Músico loco, Canta por mí o En mi pecho. Mantenen l'estil líric que els donà l'èxit i reformaren el seu estil musical fins a un gènere més pop. Com a nota curiosa, el grup va rebre una oferta milionària per unir el nom del grup a certa marca comercial (la qual mai no van nomenar), segons els seus components, els va semblar tan inapropiat que van declinar l'oferta i en comptes d'això van unir el seu nom a organitzacions ecologistes com a Greenpeace i ONGs com Amnistia Internacional així com altres 18 organitzacions ecologistes locals repartides per tot Espanya. Es pot apreciar a la contraportada del disc.
La gira del grup no va trigar a arribar, aquesta vegada Dr. Music es va encarregar de gestionar-la. Prop de 750.000 persones van veure el grup en directe durant els cinc mesos que va durar (més tard es va ampliar, incloent Europa i Amèrica), i durant els quals van exposar el seu caràcter ecologista i compromès amb la natura i la societat, venent merchandising d'ONGs i fent aportacions econòmiques. En un concert destinat principalment a la conscienciació ecològica, van coincidir amb Tina Turner amb la qual van entaular certa amistat, ja que posteriorment el grup va ser teloner de la cantant en els seus concerts per Europa.
A finals de 1992 van gravar un nou disc: Astronomia razonable, disc amb què van consagrar el seu èxit amb prop d'un milió de còpies venudes a Espanya des que va sortir a la venda, a principis de 1993. El disc conté algunes de les cançons més conegudes del grup com Mar antiguo, Como un burro amarrado en la puerta del baile, Lápiz y tinta o El que canta su mal espanta. Es va mantenir diversos mesos consecutius com a número u de l'AFYVE batent el rècord de setmanes consecutives en aquest lloc. Al seu so van tornar a predominar les guitarres (tant elèctriques com acústiques i espanyoles) i les lletres respiraven un to líric i surrealista que recordava a la seva etapa de finals dels anys 1980, a més és el disc que més balades incloïa. Comptava amb la col·laboració en la producció de David Tickle, famós productor internacional. La gira del disc inclou gairebé cent concerts i més d'un milió d'espectadors. Paral·lelament, es va editar també una versió del disc a Itàlia que contenia sis dels temes cantats en italià.
Després d'un any sabàtic, a 1995 tornen amb un altre disc: La rebelión de los hombres rana, publicat per Chrysalis, una marca d'EMI, però a través sempre de Gos Records. Aquí el grup va decidir arriscar-se amb un so més fosc i uns ritmes més lents, propers al mig temps, que no van arribar a agradar a tots els seguidors, però que amagaven cançons destacades com Sin llaves, Las hojas que ríen, Uva de la vieja parra o ¡Qué bien huelen los pinos!. Les vendes van tenir un recés respecte al seu disc anterior, però no prou per ser preocupant de cara al futur. La gira que va acompanyar el disc va començar fins i tot abans de la sortida, cosa que no va impedir que omplissin els recintes on actuaven.
Aquell mateix any, Manolo García es va reunir amb els antics components de Los Rápidos i van decidir publicar la maqueta que contenia les cançons que donarien forma al seu segon LP, si aquest hagués arribat a publicar-se. Així, sota el nom de Los Rápidos 2 - Maquetas, el segell Perro Records el va treure a la venda per donar a conèixer unes cançons que d'una altra manera caurien en l'oblit.
L'any 1998 s'anuncià la dissolució de El Último de la Fila, tres anys després de publicar l'últim disc, La rebelión de los hombres rana, per les diferències musicals i de perspectiva. Actualment els components del grup segueixen treballant en solitari, encara que comparteixen el segell discogràfic.
En una entrevista concedida al març de 2014, Manolo García va afirmar que el grup es va dissoldre perquè Quimi Portet "començava a estar incòmode amb el tema lingüístic" i donava més importància a cantar en Català, ja que les cançons del grup eren en castellà. García afegia en aquesta mateixa entrevista: "Jo puc parlar català, però no tinc aquesta sensació de pàtria, igual que tampoc la tinc de pàtria espanyola".

## Discografia
- Cuando la pobreza entra por la puerta, el amor salta por la ventana (1985). El seu primer treball amb què aconsegueixen el premi de grup revelació.
- Enemigos de lo ajeno (1986). Amb aquest àlbum també van rebre bones crítiques i alguns premis.
- Nuevas mezclas (1987). Disc enregistrat a Londres amb el qual tenen el major nombre de vendes fins aleshores.
- Como la cabeza al sombrero (1988). Fet a França i considerat un dels millors treballs del grup.
- Nuevo pequeño catálogo de seres y estares (1990). Treball una mica més experimental, després de canviar de discogràfica.
- Astronomía razonable (1993). Treball amb unes quantes balades i presència de guitarra acústica.
- La rebelión de los hombres rana (1995). Darrer disc com a El Último de la Fila. Després de la seva presentació en una gira, decideixen continuar les seves carreres en solitari.